# Краватка боло

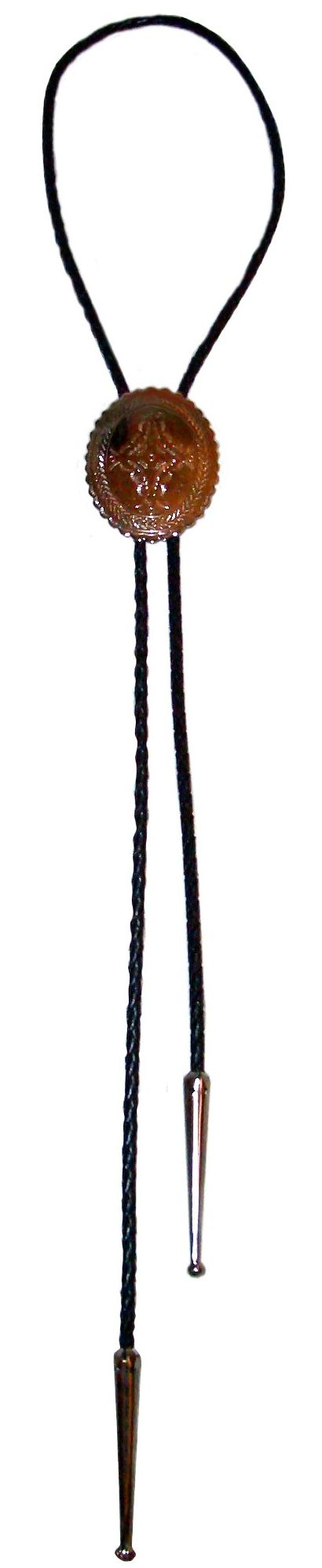
Краватка боло

Краватка боло (іноді краватка бола або краватка на шнурку) — це різновид краватки, що складається зі шматка шнура або плетеної шкіри з декоративними металевими наконечниками (так звані аксельбанти) і закріплюється за допомогою декоративної застібки або ковзанки.

## Популярність
У Сполучених Штатах краватки боло широко асоціюються із західним одягом і, як правило, найбільш поширені в західних районах країни. З середини 20-го сторіччя срібні краватки та наконечники боло були частиною срібних традицій хопі, навахо, зуні та пуебло.

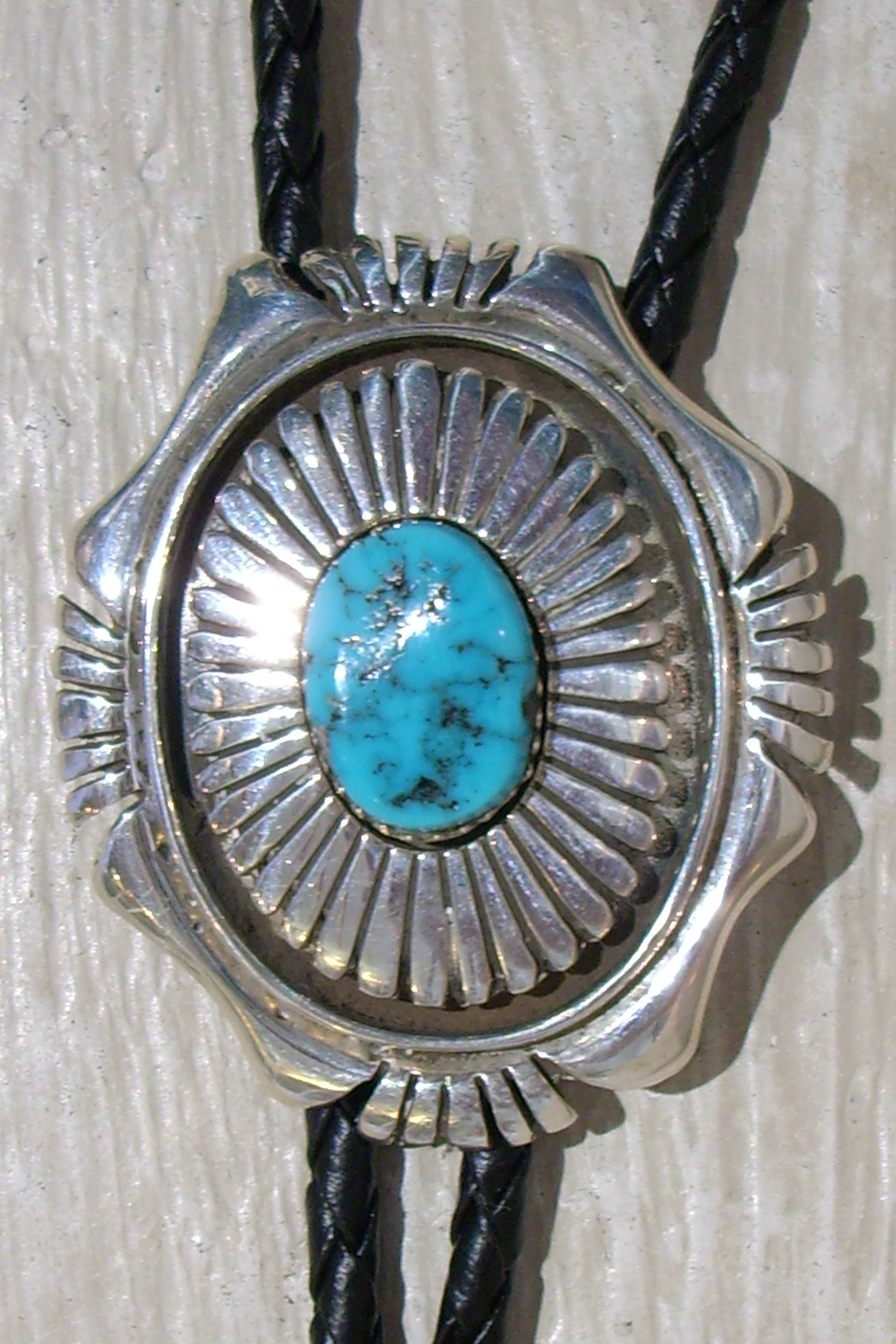
Прикраси навахо на краватці боло

22 квітня 1971 року губернатор Джек Вільямс зробив краватку боло офіційним нашийним одягом штату Аризона. У 1987 році штат Нью-Мексико прийняв необов'язковий захід щодо визнання боло офіційним шийним одягом штату. 13 березня 2007 року губернатор Нью-Мексико Білл Річардсон підписав закон про те, що краватка боло є офіційною краваткою штату. Також у 2007 році краватка боло була названа офіційною краваткою Техасу.
У Сполученому Королівстві краватки боло відомі як шнурівки. Вони були популярні серед Тедді Бойз 1950-х років, які носили їх із драповими костюмами.
Краватки боло увійшли в моду в 1980-х роках із рокабілістами та нью-хейвами. Краватка боло повернулася як популярний модний аксесуар восени 1988 року, коли чоловіки-зірки Голлівуду часто з'являлися в них. Мережа магазинів, як-от Jeanswest і Merry-Go-Round, продавала різноманітний вибір на всі випадки життя.
Протягом 1980-х і 1990-х краватки боло, деякі елегантні та дорогі, продавалися в Японії, Кореї та Китаї. У деяких були модні шнури ручної роботи та незвичайні наконечники. Продажі за кордоном стрімко зросли після 1970-х років; це було пов'язано з переливом зі Сполучених Штатів, де він вийшов з моди в 1980-х роках.
Письменник Джон Блум (він же ведучий фільмів жахів і експерт з драйв-ін Джо Боб Бріггс) відомий своєю фірмовою ознакою носіння різноманітних краваток боло під час телевізійних і живих шоу.
Під час сезону НФЛ 2013 року захисник «Сан-Дієго Чарджерс» Філіп Ріверс привернув увагу ЗМІ своїм частим використанням краваток боло. Було помічено, що він знову одягає його після перемоги над «Цинциннаті Бенгалс» у плей-офф НФЛ 2013–14.

## Витоки
Віктор Седарстафф з Вікенбурга, штат Аризона, стверджує, що він винайшов краватку боло наприкінці 1940-х років і пізніше запатентував свій дизайн.
Відповідно до статті в Sunset:
Одного дня Віктор Седарстафф катався на коні у Вікенбурзі, штат Аризона, де він був ковбоєм, коли з нього злетів капелюх. Остерігаючись втратити сріблясту пов’язку на капелюсі, він одягнув її собі на шию. Його напарник пожартував: «Вікторе, у тебе гарна краватка». Виникла ідея, і незабаром Сміт створив першу краватку бола (назва походить від boleadora, аргентинського та уругвайського ларіат).